# Gorippus
Flavius Cresconius Gorippus (früher Corippus, eingedeutscht Goripp; * um 500; † um 570) war ein spätantiker lateinischer Dichter. Er gilt oft als der letzte bedeutende lateinische Poet der Antike.

## Name
Lange wurde allgemein angenommen, dass der Name des Poeten Corippus gelautet habe. Der Name Gorippus, der auch in spätantiken Graffiti der Stadt Dura Europos vorkommt, ist aber in der Handschrift Matritensis 10029 (der einzigen Handschrift, in der sein Werk In laudem Iustini Augusti Minoris erhalten ist) dreimal bezeugt, während die Schreibweise mit C hier nur einmal vorkommt. Eine heute verlorene Handschrift von Goripps Epos Iohannis enthielt nach dem Bericht von Johannes Cuspinian die Namensform Fl. (Flavius) Cresconius Gorippus. Die Schreibweise mit C verbreitete sich durch die Erstedition der Laus von Ruyz Azagra, der 1581 ohne Angabe von Gründen die Form Corippus verwendete. Erst seit 2010 setzt sich die Namensform mit G langsam durch; in vielen Publikationen findet sich aber noch immer die Namensform Corippus.

## Leben und Werk
Über Goripps Leben ist wenig bekannt, doch sind zwei seiner Werke erhalten, die ihn als den wohl letzten großen lateinischen Dichter der Antike ausweisen. Seine fundierte rhetorische und literarische Ausbildung erfuhr Goripp, der (ebenso wie Fulgentius und Luxorius) aus Nordafrika stammte, noch in der Zeit, als das Gebiet um Karthago von den Vandalen beherrscht wurde. 533 hatte der oströmische Kaiser Justinian dann ein Heer entsandt, das die Provinz Africa zurückeroberte; doch blieb das Gebiet noch über Jahre unruhig, bis es 548 von dem kaiserlichen Heermeister Johannes Troglita vorerst befriedet werden konnte. Es ist dieser Feldherr, dem Goripp um 550 sein großes, an Vergil orientiertes Epos Iohannis widmet. Es schildert in acht Büchern vor allem die Kämpfe der Römer gegen die Mauren und wurde erst 1820 wiederentdeckt. Zwar erreicht Goripp keineswegs das Genie seines Vorbildes, dennoch zeigt das Epos, zu welch beachtlichen künstlerischen Leistungen auch die ausgehende Spätantike noch imstande war. Auch als historische Quelle ist die Iohannis von Wert, wobei Goripp sich möglicherweise bewusst auf seinen Zeitgenossen, den Historiker Prokopios von Caesarea, bezog, der um dieselbe Zeit Justinians Vandalenkriege im dritten und vierten Buch seiner Historien schilderte.
Das zweite erhaltene Werk Goripps ist die Lobrede In laudem Iustini Augusti Minoris in vier Büchern (wobei das vierte Buch nur unvollständig erhalten ist), die Justinians Neffen und Nachfolger Justin II. gewidmet ist und zwischen 565 und 567 entstand. Ob sich Goripp zu dieser Zeit selbst vor Ort in Konstantinopel befand, ist nicht ganz sicher; ebenso ist es aufgrund der Überlieferungslage möglich, dass das Werk noch in Africa entstand. Goripp war wohl in wirtschaftliche Not geraten, so dass er versuchte, die Gunst des neuen Kaisers zu erringen, indem er dessen (nicht unumstrittenen) Thronanspruch rechtfertigte. Auch dieses Werk spiegelt Goripps Gelehrsamkeit und rhetorische Begabung wider. Er liefert vor allem sehr wichtige Informationen zum spätrömischen Hofzeremoniell sowie zum Leben der hauptstädtischen Bevölkerung. Bemerkenswert ist daneben übrigens auch der Umstand, dass, wie Goripps Beispiel zeigt, noch in der zweiten Hälfte des 6. Jahrhunderts hochsprachliche lateinische Werke im Oströmischen Reich verfasst und rezipiert wurden – die Gräzisierung des Reiches schritt damals zwar rasch voran, war aber noch nicht abgeschlossen.
Nachdem Goripp lange Zeit von der Forschung eher am Rande beachtet worden war, hat im Zuge des enorm gestiegenen Interesses an der Spätantike auch die Zahl der Studien zu diesem lange unterschätzten Autor in den letzten Jahren stark zugenommen.

## Ausgaben und Übersetzungen
- Averil Cameron: Flavius Cresconius Corippus: In laudem Iustini Augusti minoris (In praise of Justin II). London 1976 (Text, Übersetzung und knapper Kommentar).
- James Diggle und F. R. D. Goodyear: Flavii Cresconii Corippi Iohannidos seu de Bellis Libycis libri VIII. Cambridge 1970 (Maßgebliche Edition der Iohannis).
- George W. Shea: The Iohannis or de Bellis Libycis of Flavius Cresconius Corippus. (Studies in Classics, Band 7) The Edwin Mellen Press, Lewiston/NY 1998, ISBN 0-7734-8242-3 (Übersetzung).
- Josef Partsch (Hrsg.): Auctores antiquissimi 3,2: Corippi Africani grammatici Libri qui supersunt. Berlin 1879 (Monumenta Germaniae Historica, Digitalisat)
- Peter Riedlberger: Philologischer, historischer und liturgischer Kommentar zum 8. Buch der Johannis des Goripp nebst kritischer Edition und Übersetzung. Brill: Leiden 2010, ISBN 978-90-04-25000-0 (Teilübersetzung).